# Lyu Xianjing
Dans ce nom, le nom de famille, Lyu, précède le nom personnel.
Lyu Xianjing, né le 2 février 1998, est un coureur cycliste chinois, membre de l'équipe China Glory Continental. Spécialiste du VTT, il est notamment devenu champion d'Asie de cross-country en 2017 et 2023.

## Biographie
Lyu Xianjing commence le cyclisme à l'âge de 13 ans.
En novembre 2018, il attire l'attention des médias en remportant une étape pour grimpeur du Tour de Fuzhou et en terminant troisième du classement final. C'est la première fois depuis la victoire d'étape de Wang Meiyin sur le Tour de Langkawi 2013 qu'un Chinois remporte une course de ce niveau.

## Palmarès en VTT

### Jeux asiatiques
- Jakarta 2018
  -  Médaillé d'argent du cross-country

### Championnats d'Asie
- Chainat 2016
  -  Médaillé d'argent du cross-country juniors
- Chainat 2017
  -  Champion d'Asie de cross-country
- Danao City 2018
  -  Champion d'Asie de cross-country espoirs
- Kfardebian 2019
  -  Médaillé de bronze du cross-country
- Chiang Rai 2020
  -  Champion d'Asie de cross-country espoirs
- Thiruvananthapuram 2023
  -  Champion d'Asie de cross-country
  -  Champion d'Asie de cross-country eliminator

## Palmarès sur route

### Par année
- 2018
  - 1re étape du Tour de Fuzhou
  - 3e du Tour de Fuzhou
- 2019
  - Classement général du Tour de Chine II
  - 3e étape du Tour de Quanzhou Bay
  -  Médaillé d'argent du championnat d'Asie sur route
  - 2e de l'UCI Asia Tour
- 2023
  - 4e étape du Tour de Sakarya
  - Tour du lac Poyang : 
    - Classement général
    - 1re étape

  - 2e du Tour de Sakarya
- 2024
  - Grand Prix Syedra Ancient City
  - 2e étape du Tour de Sakarya
  -  Médaillé d'argent du championnat d'Asie sur route
- 2025
  -  Champion d'Asie sur route

### Classements mondiaux
| Année                                 | 2019 | 2020 | 2021 | 2022  | 2023 | 2024 |
| ------------------------------------- | ---- | ---- | ---- | ----- | ---- | ---- |
| Classement mondial                    | 146e | 521e | nc   | 2511e | 639e | 253e |
| UCI Asia Tour                         | 2e   | 12e  | nc   | 282e  | 32e  | 2e   |
|                                       |      |      |      |       |      |      |
| Légende : nc = non classéSource : UCI |      |      |      |       |      |      |